# Kim Woo-jin (escritor)
Kim Woo-jin (Hangul: 김우진; 1897 - 4 de agosto de 1926) fue un escritor y dramaturgo coreano durante la ocupación japonesa.

## Biografía
Estudió en la Universidad Agrícola de Japón y, posteriormente, estudió literatura inglesa en la Universidad de Waseda. 
En la década de 1920, se unió a los líderes del movimiento coreano de teatro, a la 'Asociación de Arte Dramático' y 'la Sociedad itinerante teatral'. Sus obras de teatro, ambientadas en la década de 1910 seguían el problema de la conciencia en profundidad, dentro de la reforma social.

## Muerte
El 4 de agosto de 1926 se suicidó junto a la mujer que amaba, Yun Sim-deok, saltando juntos de un barco de pasajeros en la ruta desde Shimonoseki a Busan.
Su trágica historia de amor ha sido llevada al cine en dos ocasiones, la primera fue una película de 1969 titulada Yun Sim-Deok, dirigida por An Hyeon-cheol (Hangul: 안현철). La segunda, en 1991, fue una película llamada Canción de Muerte, dirigida por Kim Ho-sun y protagonizada por Chang Mi-hee junto a Im Sung-min. La película ganó numerosos premios en Corea del Sur, incluyendo el de Mejor Película del año 1991 en los Blue Dragon Film Awards y el Premio Chunsa de Arte cinematográfico de 1991.
Una serie de televisión también se realizó en 2018 titulada Himno de la Muerte protagonizada por Lee Jong-suk y Shin Hye-sun.

## Principales obras
- 정오(正午) - Mediodía (Real 午)
- 이영녀(李永女) -<Esta chica(李永女)>
- 산돼지 (희곡)><Montaña del Cerdo (Obra de teatro)>